# 荷西·辛費利普
荷西·法蘭斯高·辛費利普（西班牙語：José Francisco Sanfilippo，1935年5月4日—），是阿根廷的足球運動員，位置為前鋒。

## 生涯
在他的俱樂部生涯中，他效力於在阿根廷的聖洛倫索，小保加和班菲特，烏拉圭的蒙特維多國民隊和巴西的巴希亞和班古，也為國家隊上陣過29場比賽，攻進21球，出席1958年和1962年世界杯。
辛費利普職業生涯開始在聖羅倫素，留下顯著的紀錄，在阿根廷聯賽4個賽季連續在1958年至1961年奪得神射手。這一成就還沒有被超越。
1963年他轉到小保加，展示射手本色，在南美解放者杯的7場比賽取得7個進球，但小保加在決賽中被山度士打敗。他在27場比賽各項比賽中為球隊打進14個入球。
辛費利普然後加盟烏拉圭的蒙特維多國民隊，阿根廷的班菲特和巴西的班古和巴希亞。
1972年辛費利普回到了聖羅倫素，贏得了全國錦標賽和大都會冠軍盃。在這一年年底退役。在1978年，效力低組別球會聖米格爾。
他的職業生涯中，在阿根廷聯賽上陣330場比賽取得226個入球，使他成為在歷史上聯賽得分榜中的第5位。
退休後是一個極其論戰足球分析師，與許多著名球員有爭吵。

## 獎項
| 球季              | 球會     | 獎項                               |
| ----------------- | -------- | ---------------------------------- |
| 1958              | 聖羅倫素 | 阿根廷足球甲級聯賽 神射手: 28球    |
| 1959              | 聖羅倫素 | 阿根廷足球甲級聯賽 神射手: 31球    |
| 1960              | 聖羅倫素 | 阿根廷足球甲級聯賽 神射手: 34球    |
| 1960              | 聖羅倫素 | 神射手: 34球                       |
| 1961              | 聖羅倫素 | 阿根廷足球甲級聯賽 神射手: 26球    |
| 1963              | 小保加   | 南美自由盃 神射手: 7球             |
| 1972 大都會冠軍盃 | 聖羅倫素 | 阿根廷足球甲級聯賽 冠軍            |
| 1969 巴西聯賽     | 巴希亞   | 巴西甲組足球聯賽 冠軍 神射手: 46球 |
| 1972 全國錦標賽   | 聖羅倫素 | 阿根廷足球甲級聯賽 冠軍            |

## 外部連結
- 荷西·辛費利普在National-Football-Teams.com的資料
- （西班牙文） Futbol Factory profile (Archived)